# نیکلاس بیگنال
نیکلاس بیگنال (انگلیسی: Nicholas Bignall؛ زادهٔ ۱۱ ژوئیهٔ ۱۹۹۰) بازیکن فوتبال اهل بریتانیا است.
از باشگاه‌هایی که در آن بازی کرده‌است می‌توان به باشگاه فوتبال هیز و یدینگ یونایتد، باشگاه فوتبال استوک‌پورت کانتی، باشگاه فوتبال ساوت‌همپتون، باشگاه فوتبال چلتنهام تاون، باشگاه فوتبال ای‌اف‌سی بورنموث، باشگاه فوتبال ردینگ، باشگاه فوتبال اکستر سیتی، باشگاه فوتبال ساتون یونایتد، باشگاه فوتبال بیزینگ‌استوک تاون، باشگاه فوتبال گینزبورو ترینیتی، باشگاه فوتبال برنتفورد، باشگاه فوتبال نورث‌همپتون تاون، و باشگاه فوتبال وایکام واندررز اشاره کرد.